# Есик
Еси́к (каз. Есік / Esık) — город на юго-востоке Казахстана, районный центр Енбекшиказахского района Алматинской области.

## История
Современный город Есик был основан семиреченскими казаками в середине XIX века (в 1854 году) как станица Надеждинская. В 1923 году название станицы изменено на село Иссык.
Есик окружён горными хребтами с востока, юга и запада. Из-за большого количества ледников в верховьях горного ущелья Есик город является селеопасной зоной. В результате жары и обильного таяния ледников 7 июля 1963 года на город обрушился сель, от которого пострадало более 200 домов, а число жертв оценивается от около 100 (согласно официальным сведениям) до более 2000 (по неофициальным данным). От озера Иссык, бывшего на тот момент одной из достопримечательностей города и частым местом визитов высокопоставленных гостей, остался только небольшой водоём.
В 1968 году Иссык получил статус города. Ежегодно 8 октября отмечается День города Есик. Город известен тем, что в 1969 году экспедицией под руководством Кемаля Акишева был раскопан древний курган, где обнаружили останки сакского воина в золотой кирасе. Впоследствии образ «золотого человека» станет одним из национальных символов Казахстана — так, он является главным элементом Монумента независимости Казахстана, располагающегося в Алма-Ате, на площади Республики.
4 мая 1993 года постановлением Президиума Верховного Совета Казахстана транскрипция названия города Иссык на русском языке была изменена на Есик «в целях возрождения национальной топонимики, восстановления исконных историко-географических наименований административно-территориальных единиц, упорядочения транскрибирования казахских топонимов на русском языке, в соответствии с представлениями местных Советов народных депутатов и на основании заключения Государственной ономастической комиссии при Кабинете Министров Республики Казахстан».
В 2019 году площадь города была увеличена, к городу присоединили 2548,272 га земли, в связи с чем общая площадь увеличилась до 4730,538 га.

## География
Город расположен у подножья хребта Заилийский Алатау вдоль горной реки Есик (приток Или) которая делит город примерно пополам. С востока, юга и запада город окружен горами, образующими горное ущелье с одноимённым названием. Эти географические факторы способствуют тому что город должен хорошо продуваться. Но из-за отсутствия плановой застройки, в центральной и нижней (северной) части города загрязнения воздуха значительно превышает норму, но в верхней (южной) части города воздух достаточно чистый.
Нижняя точка города находятся на высоте 1000 метров над уровнем моря, а верхняя на высоте 1250 метров над уровнем моря. Практический с любой части города открывается вид на ледник Жарсай и два возвышающихся над ним пика Белая-шапка (4200 метров) и Кокбулак (4300 метров).
Расстояние от Есика до высокогорного озера Иссык, расположенного в верховье горного ущелья, составляет примерно 12 км. До водохранилища Капшагай на реке Или — примерно 50 км. В 53 км к западу расположен город Алма-Ата, с которым Есик связан через Кульджинский тракт.

## Административное деление
В состав Есикской городской администрации входят следующие населённые пункты:
1. Город Есик.
2. В составе города Есик — 22 дачных массива: «Көксай», «Есік-Береке», «Алтын-адам», «Алтын алма», «Трудовик», «Ветерок», «Подснежник», «Молоник», «Надежда», «Победа», «Таугуль», «Текстильщик», «Ветеран 10», «Ветеран 10/2», «Самал», «Дорожник-2», «Кыпшак», «Иссык-2», «Железнодорожник», «Восход», «Калинин», «Ромашка».

## Население
| Численность населения | Численность населения | Численность населения | Численность населения | Численность населения | Численность населения | Численность населения | Численность населения |
| 1959                  | 1970                  | 1979                  | 1989                  | 1991                  | 1999                  | 2004                  | 2005                  |
| --------------------- | --------------------- | --------------------- | --------------------- | --------------------- | --------------------- | --------------------- | --------------------- |
| 11 147                | ↗21 600               | ↗25 209               | ↗26 955               | ↘24 800               | ↗31 254               | ↗31 324               | ↘31 170               |
| 2006                  | 2007                  | 2008                  | 2009                  | 2010                  | 2011                  | 2012                  | 2014                  |
| ↘31 108               | ↗31 546               | ↗32 315               | ↗34 355               | ↗34 996               | ↗35 674               | ↗36 715               | ↗44 531               |
| 2016                  | 2017                  | 2018                  | 2019                  | 2020                  | 2021                  | 2022                  |                       |
| ↗47 980               | ↘36 040               | ↘35 527               | ↘33 032               | ↘31 001               | ↗31 017               | ↗41 215               |                       |

Город Есик многонациональный: большая часть населения казахи, достаточно большой процент составляют русские, украинцы, немцы, турки, курды, узбеки. В составе населения есть также чеченцы, азербайджанцы, китайцы, уйгуры, корейцы.
Снижение численности населения города связано с эмиграцией национальных меньшинств, которые были насильно переселены в этот регион в 1940—1950 годы. Это в основном немцы, русские, украинцы, чеченцы.

## Образование
В городе несколько детских садов, шесть средних школ, две из которых построены в постсоветское время, частная гуманитарная гимназия, а также казахско-турецкий лицей для мальчиков. Имеются музыкальная и художественная школа, множество спортивных секций. Также в городе есть специализированные образовательные учреждения, в частности областная специальная школа-интернат для детей с нарушениями зрения и областная вспомогательная школа-интернат ГУ.
Из средних специальных учебных заведений в городе есть медицинский колледж, гуманитарно-экономический колледж и ПТУ. В 2019 году на базе форелевого хозяйства «Есик» была основана школа рыбоводства.

## Инфраструктура
Городская инфраструктура с каждым годом активно развивается. Но не всегда результативно. Так, в период с 2012 по 2015, в городе был проложен новый водопровод, при этом он прокладывался параллельно старому (без демонтажа). Но он так и не был запущен, так как на стадии тестирования было выявлено огромное количество порывов, из-за низкого качества работ. В настоящее время около 80 % города имеет доступ к центральному водопроводу, проложенному ещё в советское время. 50 % города так же подключено к центральной канализации.
В 2017 году при государственном финансировании компания «КазТрансГаз» начала газификацию города, которую планировала завершить уже к концу 2019 года, но на весну 2021 года газифицировано только около 70 % города. Это также обусловлено высокой по меркам города ценой за подключение к газопроводу.
В советские времена микрорайоны города с многоквартирными домами также были подключены к центральному отоплению, но с 1993 года оно не работает и частично демонтировано.
Общественный транспорт в городе развит слабо. В Есик ходят два междугородних маршрута (Алма-Ата — Есик и Талгар — Есик). А также доступны агрегаторы такси Яндекс Такси и InDrive.

## Экономика
Около трети населения города ежедневно ездит на работу в город Алма-Ату, средняя зарплата в котором почти в два раза выше. Однако малый и средний бизнес в городе достаточно развит, большая часть этого сегмента специализируется в розничной торговли и сфере услуг. Фактически в самом центре города расположен большой крытый рынок (базар), который имеет районное значение. В Последние годы так же стала развиваться туристическая деятельность.
Большую роль в экономики города играет молочный завод «Фудмастер». Он был основан в 1995 году на базе Иссыкского гормолзавода. Именно на заводе «Фудмастера» в городе Есик впервые в Казахстане было налажено промышленное производство йогурта, а также в 1998 году была открыта первая в Казахстане линия по производству ультрапастеризованного молока. В 2004 году компания вошла в международную группу «Лакталис» (Франция), и её продукция получила международные сертификаты качества.
Благодаря благоприятному климату, в регионе есть все условия для выращивания винограда. В связи с чем в близлежащих посёлках ещё в советские времена было построено два винзавода, которые функционируют и по сей день. Один из них — старейший винзавод Казахстана, основанный в 1932 году в посёлке Болек (5 км от Есика) винзавод «Иссык». Винзаводу принадлежит 280 гектаров виноградников в окрестностях Есика, на которых растут такие сорта винограда, как Саперави, Пино-фран, Мускат, Рислинг и Ркацители. А в 2007 году из Италии были завезены и высажены на 40 гектарах земли новые сорта винограда — Мерло, Сира, Совиньон Блан. Второй винзавод АО «ГОЛД ПРОДУКТ» расположен в посёлке Тургень (12 км от Есика) был основан в 1961 году как «Чиликский завод первичного виноделия». По оценке агентства «Комкон-2 Евразия» АО «ГОЛД ПРОДУКТ» является лидером по производству вина в Казахстане, ежегодно перерабатывая до 7000 тон винограда. В 2004 году АО «ГОЛД ПРОДУКТ» завоевал высшую награду — Гран-При на международной выставке «WorldFood Moscow», в 2005 году — три золотых медали на дегустационном конкурсе в Сочи и титул «Производителя вина № 1 в Казахстане».
Так же в городе функционируют достаточно крупные предприятия такие как: ТОО "Завод «Электрокабель» — производство кабеля, ТОО ПЛОДОКОНСЕРВНЫЙ ЗАВОД "ИССЫК АГРОПРОДУКТ" — производство консервированной продукции, Иссыкское форелевое хозяйство — производство рыбы следующих сортов форель, сазан, амур, толстолобик, осётр, сом клариус, ТОО «Коктем болашак» — предприятие по пошиву спецодежды.
В окрестностях города так же большое количество животноводческих ферм, и даже есть верблюжья и страусиная фермы. Болея десятка малых предприятий по производству строительных материалов, несколько столярных и мебельных цехов.

## Религия
В городе официально зарегистрировано 13 религиозных учреждений следующих течений: ислам (суннитского толка), православие, католицизм, пятидесятничество, баптизм, а также церкви адвентистов седьмого дня и свидетелей Иеговы.

## Культура

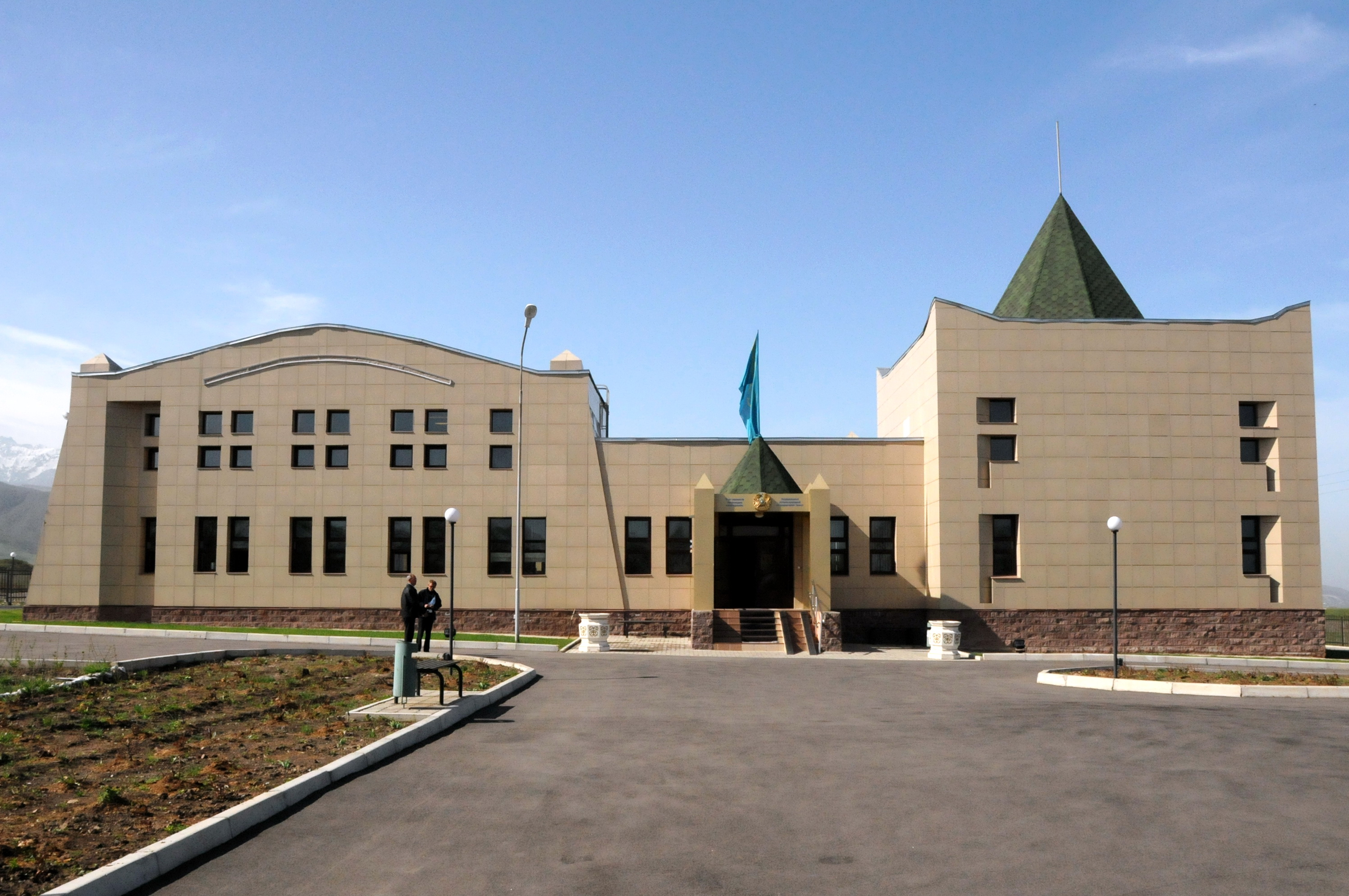
Государственный историко-культурный заповедник-музей «Иссык»

В городе Есик по приказу первого Президента РК Н. А. Назарбаева был открыт «Археолого-краеведческий музей». Экспозиция музея направлена на сохранившиеся дошедшие до наших дней сакские захоронения, следы древних городов, а также наскальные рисунки. Каждый год на территории Иссыкских захоронений совместно с Казахской академией наук им. А.Маргулана, проводятся научно-исследовательские раскопки. Площадь здания музея составляет — 227 м²., и представляет собой 4 экспозиционных зала. Фонд музея насчитывает 1090 предметов музейного значения, 708 — основной фонд, 382 — вспомогательный.
В 2010 году на магистрали Великого Шелкового пути образован музей-заповедник Иссык.

## Люди, связанные с городом
- Ахметов, Спартак Фатыхович (1938, город Есик—1996) — советский писатель-фантаст и геолог.
- Платонов, Юрий Гаврилович (1894—1953) — советский учёный-географ, писатель.
- Токатаев, Рахимжан (1923, город Есик—2011) — Герой Советского Союза.
- Шмидтгаль, Генрих (р. 1985, город Есик) — футболист.